# 許雲基
許雲基（1924年7月16日—2025年），臺灣臺中人，為原子核物理學家:34。在從臺中一中畢業後，許雲基曾赴日本內地的京都帝國大學工學部就讀，並於戰後轉回國立臺灣大學電機系並自該系畢業:161。
1947年，許雲基成為國立臺灣大學物理學系的助教，與戴運軌和太田賴常等人一同於臺大重建荒勝文策團隊當年在臺大製作、曾完成世界第二次人工撞擊原子核實驗的考克饶夫-瓦尔顿加速器，並成功於1948年完成了台灣暨戰後全亞洲首次人工撞擊原子核實驗。爾後，許雲基接手了太田賴常主持的原子核物理實驗室，並領導臺籍技師們屢次改良該實驗室之設備:166，使其成為1960年代亞洲最先進的原子核實驗室:4:99-100。爾後，許雲基由助教漸次升為講師、副教授、教授，進而在1962年成為臺大物理系的系主任。1985年，許雲基從臺大物理系退休，於1989年成為該系的名譽教授:15,21:180，並在2005年起率領重建原子核實驗室成為臺大物理文物廳:151。

## 生平

### 早年
許雲基於1924年生於日治臺灣的臺中州大甲郡外埔，中學時期就讀於臺中一中。在從臺中一中畢業後，許雲基赴日本內地的京都帝國大學工學部就讀，並在就讀該校時期聽過荒勝文策開設的課程，同時得知該校原子核實驗室的木村毅一等人正從事的原子核實驗:161。二戰結束後，許雲基從京都帝國大學電氣系轉至臺大電機系就讀，並於1947年夏天從該系畢業。在畢業前夕，許雲基受到化學系助教張苕旭推薦前往國立臺灣大學物理學系的原子核擊破實驗小組，該系副教授太田賴常並希望許雲基能在畢業後第二天就來報到:914。但是許雲基在畢業後卻先回大甲家中休息了一段期間，並於該年9月底才返回臺北，10月正式開始於臺大物理系任職:157。為此，許雲基受到了狠狠的一番責備:914。根據許仲平的說法，當時的許雲基為人溫和且謙虛，講話時常無意地用一隻手遮住口，直到晚年仍是如此:914。

### 任職臺大物理系

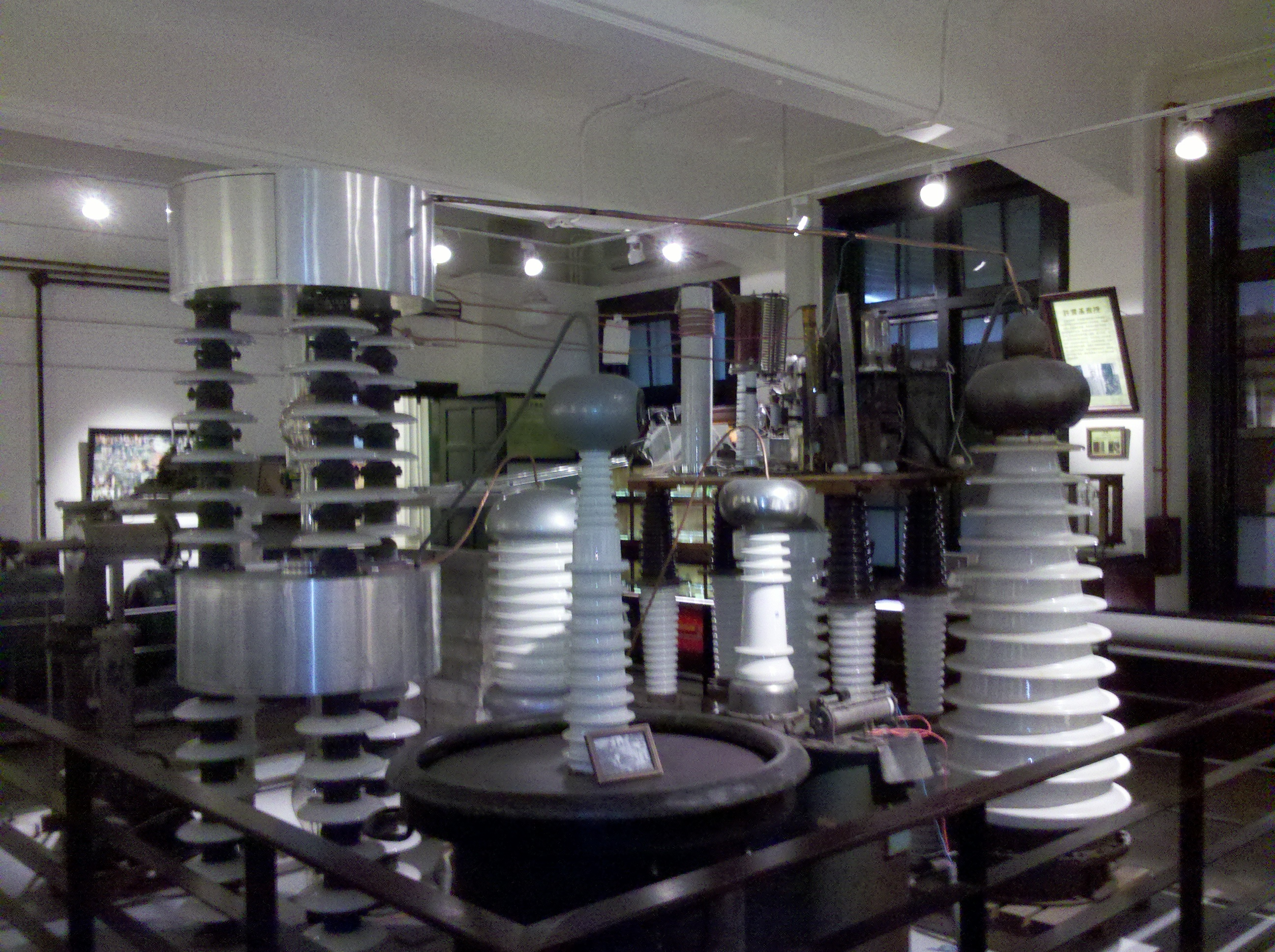
目前展示於臺大物理文物廳的考克饒夫－瓦耳頓型直線粒子加速器。

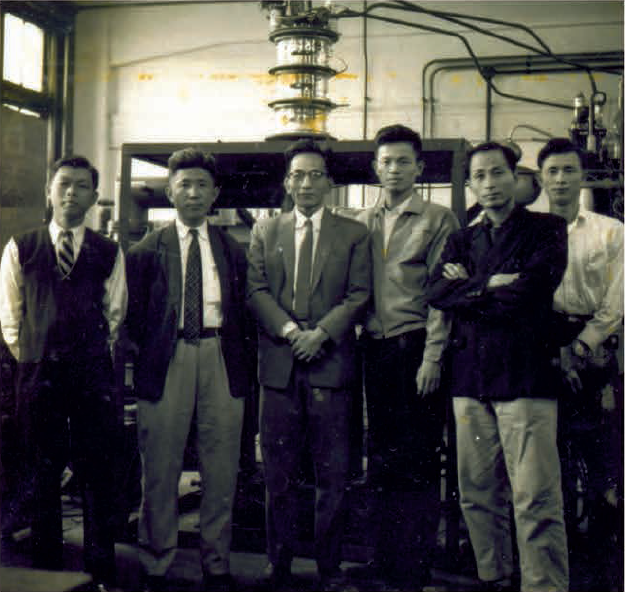
當年的臺大物理系原子核實驗室成員合照（左起：許東湯、周木春、許雲基、劉遠中、林松雲、許玉釧）。

許雲基在1947年10月向太田賴常報到並成為該系助教後，太田賴常便安排許雲基住到氣象館後面的紅磚屋，先將該系之蓋革計數器修好後，從抽真空學起:157:53:8,10。爾後，許雲基跟隨戴運軌和太田賴常，與河田末吉協同臺籍技師許玉釧、周木村、林松雲等人重組荒勝文策等人當年在臺大製作、曾完成世界第二次人工撞擊原子核實驗的考克饶夫-瓦尔顿加速器:53:21。為了得到充足的實驗材料，他們除了向當時資源較豐富的化學系借取之外，也向中國廣播電台與臺灣電力公司等單位要到了報廢的真空管與大彈殼等物品作為其實驗材料:914。
之後，他們的重組加速器計畫在1946年10月開始進行:8，並於1948年5月13日下午8時35分以高速質子撞擊鋰，使其分裂成兩個α粒子，完成了台灣暨戰後全亞洲首次人工撞擊原子核實驗:24:161,162:4:53:6:99。同年6月20日，他們重複進行實驗，證明其結果具有再現性:53:6。為了保持进度，許雲基在那段期間將新婚妻子寄托在大甲老家，並時常與太田賴常和許玉釧、林松雲一同睡在实验室内過夜，醒过来後便继续工作:100。該加速器目前被國立臺灣大學校方展示於臺大物理文物廳，即原物理學講座原子核實驗室。對於當年製作加速器的這段往事，許雲基回憶道：「嘿！當時我們怎麼有這麼多力氣？:100」而被問到當時會不會怕加速器漏電與輻射問題時，他則回答：
|  | 怕死了，可是好像也沒死。第一次實驗打鋰原子成功時，我們就用眼睛看。射線出來時，興奮得不得了，什麼也沒擋。可是大家都活到七八十，好像也沒事:100。 |

1949年，由於太田賴常受到二二八事件的波及而被國民政府遣返日本:164，許雲基接手了太田賴常主持的實驗室。接著，許雲基領導臺籍技師們屢次改良原子核物理實驗室:166。首先，他的團隊製作威爾遜雲霧室以觀測α粒子軌跡，改良了太田賴常時期只能觀察而無法記錄其軌跡的缺點:167。接著，他們改造加速器以產生高能的中子，並提高原子核反應的層級，並利用氦-4反應產生14.1MeV的高能中子來研究其所引起的子核反應。許雲基團隊也將該加速器之離子源改裝為無線電頻段離子源，並為了進行離子溅射實驗而將加速器徹底改裝為重離子加速器:167。另外，他們的研究團隊也使用以派熱克斯玻璃燒杯和中廣報廢的高功率真空管電極改造而成的水銀整流管製造重水。經過約一年的努力，他們成功製作出98%的重水。
1954年3月1日，美國在比基尼島試爆氫彈，並造成該島周圍海域嚴重輻射汙染，而在該處海域汙染的魚類也被運回臺灣。為此，當時的臺灣省漁會將那些魚運至臺大二號館大廳，利用許雲基團隊自製之蓋革計數器檢測其放射性。另外在1960年代，許雲基率領的團隊開始自製碳-14偵測器:169，主要目的是瞭解二戰後大氣層核試驗對台灣稻米輻射量的影響，結果他們發現臺灣樹木裏的放射性碳含量比歐洲還高。在當時，該團隊運用放射性碳定年法協助當時的考古人類學系作文物鑑定以及地質系作化石與地層相關研究:3-4，為臺灣當年唯一具備該技術之團隊。而臺灣長濱文化遺跡年代的測定，就是在這段期間由許雲基帶領的團隊所完成的:169。他們並希望能運用該技術測量宇宙射線的變化:3-4。許雲基團隊的這些研究讓臺大物理系的原子核實驗室成為1960年代亞洲最先進的原子核實驗室，並發表了近三十篇論文:4:99-100。1961年，時任副教授的許雲基獲得國際原子能委員會的補助，前往日本東海村原子能研究所進行為期二年的專題研究:168:8。在臺大物理系任職期間，許雲基經由一篇篇論文的累積，由助教漸次升為講師、副教授、教授，進而在1962年10月起擔任臺大物理系的系主任。1965年，臺灣行政院國家科學委員會成立物理研究中心，許雲基則和沃爾夫岡·克洛爾一同成為臺大物理系於該中心的講座教授:167。

### 晚年

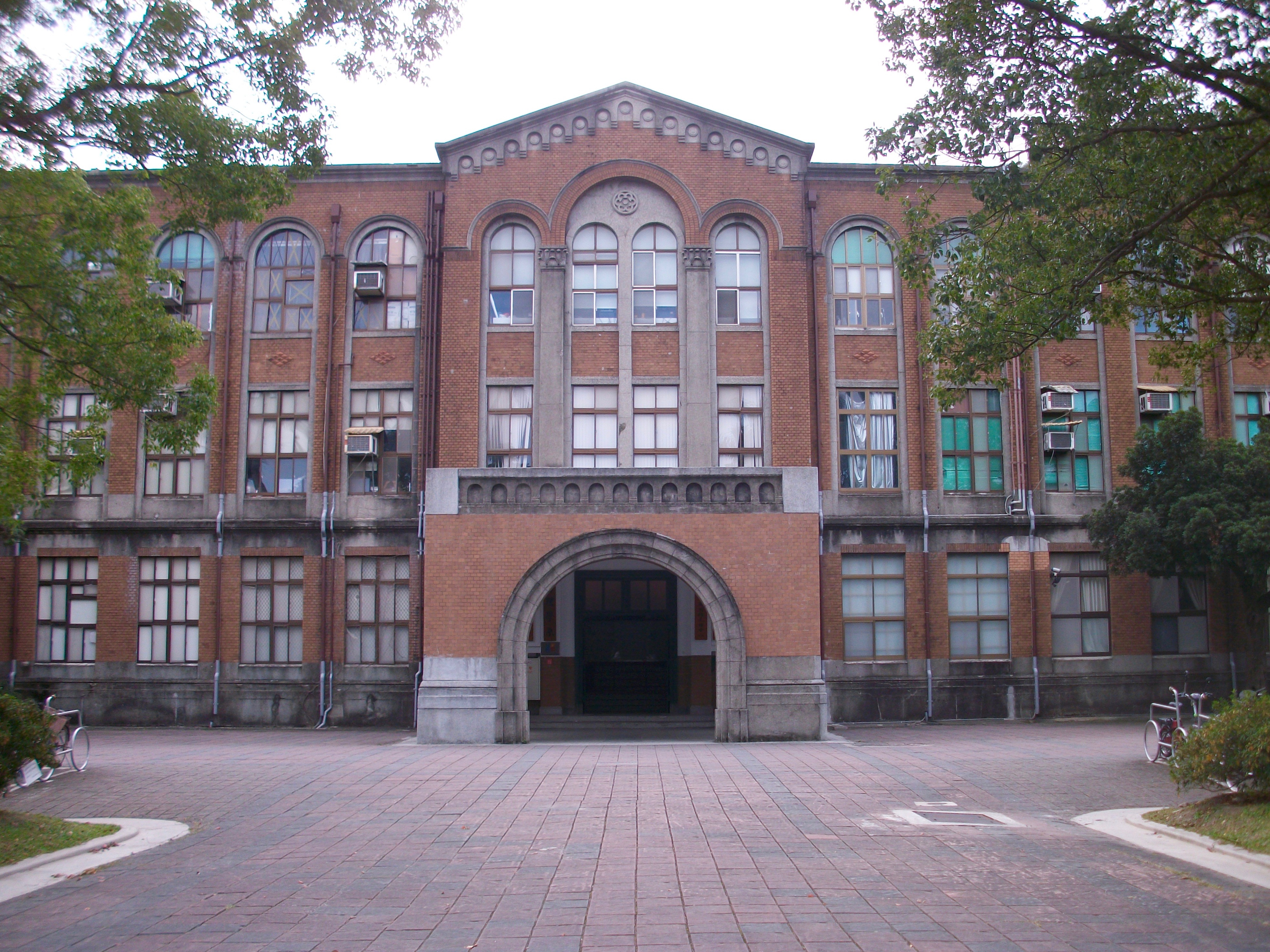
建成於1931年5月3日的臺北帝國大學理化學教室校舍。內有臺大物理文物廳，即為當年的原子核實驗室。

1985年，許雲基從臺大物理系退休，並在1989年與沃爾夫岡·克洛爾一同成為臺大物理系的名譽教授:15,21:180。在他退休後，由於原子核實驗室空間不足，導致其加速器被迫拆解，但林松雲和許玉釧二位技師因為不捨而將其零件四處分藏各處近二十年:151。他們二人甚至將那些零件分藏在倉庫、地下室、浴室天花板等處:100-101。到了2004年，臺大物理系決定重組該加速器，並在2005年起由許雲基偕同林松雲和許玉釧二位技師，一同率領重建原子核實驗室成為臺大物理文物廳，並於該年11月21日正式開幕:151。該次重建過程並被製成了紀錄片《衝破原子核》:9,21。許雲基總結三十八年的教職生涯：「很困難的時代，但大家很認真」。

## 著作
- 《電離層之研究》，1948年[19]。
- 《14百萬電子伏特下砷的中子總截面》，1963年[20]。
- 《核多片相機之計數效率》，1963年[21]。
- 《14百萬電子伏特下镨的中子總截面》，1963年[22]。
- 《臺灣樹木之輻射性碳含量》，1964年[23]。
- 《碳-14定年低背景計數器》，1965年[24]。
- 《14.1百萬電子伏特下氬-40(n,α)與硫-37反應中阿法粒子的能量與角分佈》，1965年[25]。
- 《碳-14定年法 1》，1965年[26]。
- 《稻米中輻射性碳含量之測量》，1966年[27]。
- 《14.1百萬電子伏特下氮-14(n, 0)與硼-11反應中阿法粒子的能量與角分佈》，1968年[28]。
- 《用於研究(n, α)反應之威爾遜雲霧室》，1968年[29]。
- 《14.1百萬電子伏特下碳-12(n, α)與鈹-9的反應》，1969年[30]。
- 《由14.1百萬電子伏特中子引發之氖-20(n, α)與氧-17的反應》，1972年[31]。
- 《14.1百萬電子伏特下鈣-40(n, α)與氬-37的反應》，1973年[32]。
- 《14.1百萬電子伏特下碳-12(n, α0)與鈹-9反應的DWBA分析》，1974年[33]。
- 《用於研究14百萬電子伏特中子誘發反應之望遠計數器》，1975年[34]。
- 《氦-氖雷射的鋁冷陰極表面處理》，1975年[35]。
- 《14.1百萬電子伏特下硫-32(n, α)與矽-29反應之研究》，1976年[36]。

## 外部連結
- 臺灣大學原子核物理數位典藏資料庫 （页面存档备份，存于）（繁體中文）
- 臺灣大學物理文物廳 （页面存档备份，存于）（繁體中文）
- 國立臺灣大學物理學系 （页面存档备份，存于）（繁體中文）

| 教育職務             | 教育職務                     | 教育職務      |
| -------------------- | ---------------------------- | ------------- |
| 國立臺灣大學物理學系 |                              |               |
| 前任： 戴運軌        | 系主任 1962年10月－1966年7月 | 繼任： 黃振麟 |